# Joel Assur
Joel Assur, även Joël Assur, född i Bernburg 1753, död 16 november 1837 i Stockholm, var en svensk tandläkare och tandhygienist. Han var hovtandläkare och Sveriges kanske första legitimerade tandläkare i modern mening. 
Joel Assur född i Bernburg i Tyskland som son till den judiske köpmannen Anschel Levin Joel Assur och Zipora Joel.  Han emigrerade år 1791 från Mecklenburg, och etablerade sig som tandläkare i Stockholm. Han benämns som "en af Sveriges första tandläkare".  Assur var framgångsrik och hade högt anseende. Han utnämndes till hovtandläkare med titeln Kongl. Hovdentist.
Vid denna tid var tandläkaryrket inte helt formaliserat i Sverige, frånsett att det sedan 1663 krävdes tillstånd att praktisera det och att de var förbjudna att praktisera andra former av sjukvård.  Yrket utövades av kirurger, kvacksalvare, barberare och badare som kallade sig "tand-doctorer", "dentiste", "tand-läkare" eller "tand-konstnärer".  Först 1797 började en kontrollerad examen krävas, och yrket formaliseras, och Assur tillhörde de första legitimerade tandläkarna i modern mening.   
Han utgav år 1799 en bok om tandläkarkonst. Det var en pionjärskrift: han var den första i Sverige som uppmanade allmänheten att borsta tänderna med tandborste och tandpasta, och varnade för sockrets dåliga inverkan på tänderna. I sin bok medgav han att tandläkare under denna tid "uppbära et nog allmänt förakt och räknas til samma class med Charlataner och Äfventyrare". 
Han var gift med Esther Moses Heilbuth och far till tandläkarna Axel Assur, James Assur och Amalia Assur.
Han biograferades av John Wessler i Gamla papper från tandläkekonstens barndom i Sverige 1901 tillsammans med övriga pionjärtandläkare i Sverige. 
Verk
- "Korrt underrättelse om de mäst vanliga Tand-Sjukdomar", 1799.